# آبشار اوخس دل کابورگئوا
آبشار اوخس دل کابورگئوا (به انگلیسی: Ojos del Caburgua) آبشاری است که در شیلی واقع شده و ارتفاع کلی ریزشگاه آن ۱۰ متر است.